# Família Camsaracano
Camsaracano (em armênio/arménio: Կամսարական; romaniz.: Kamsarakan; em latim: Camsaracanus) era uma família aristocrata armênia, descendente da Casa de Carano, uma das sete grandes casas partas do Império Sassânida que reivindicaram descenderem da dinastia arsácida. Seu nome deriva de Camsar, um príncipe que morreu em 325. Além deste, seus membros utilizaram o nome Arxaruni, que provém de um de seus domínios, e a partir do século VIII, em memória a sua origem, Palavuni. Das quatro grandes classes de precedência dos príncipes armênios, os Camsaracanos pertenciam a segunda, e devido a sua posição foi esperado que fornecessem 600 cavalos para o rei da Armênia. Esta família esteve relacionada com as famílias Abeliano, Gabeliano, Havenúnio e, possivelmente, Ziunacano.
Seus membros controlaram dois estados principescos situados em Airarate-Arsarúnia, com Eruandaxata como capital e com as fortalezas de Bagarana e Artogerassa, e Siracena, com a fortaleza de Ani. De suas possessões, os Camsaracanos estiveram envolvidos nos eventos decorrentes da disputa entre o Império Romano e o Império Sassânida pelo controle do Reino da Armênia. Em 390, com a anexação romana da Armênia Ocidental, o nobre Gavazão II Camsaracano, até então o líder dos príncipes pró-romanos, moveu-se, junto com outros deles, para o lado do vassalo sassânida, o rei da Armênia Oriental. Em 428, após a queda dos arsácidas armênios, os Camsaracanos adquiriram um peso político considerável devido a posição deles de quase-marqueses na fronteira norte do reino. Em 451 e em 482-484, os Camsaracanos envolveram-se, respectivamente sob Arsabero II e Narses II, nas insurreições armênias antissassânidas.
Alguns dos membros célebres da família Camsaracano entraram em serviço no Império Bizantino. Sob Justiniano I (r. 527–565), quatro membros foram generais: Narses, eunuco que fez carreira na Guerra Gótica, outro Narses, duque de Tebaida, Arácio, duque da Palestina, e Isaque, executado pelo rei ostrogodo Tótila em 546. Outro Isaque, que também parece pertencer a família, foi exarca de Ravena em 625-643. Além deles, Narses V foi, em nome de Justiniano II (r. 685–695), o príncipe da Armênia em 689/90-691 e manteve a alta posição bizantina de curopalata. Em 808, outro possível membro, o patrício Arsaber, revoltou-se contra o imperador Nicéforo I, o Logóteta (r. 802–811).